# Sonda
Pour les articles homonymes, voir Sonda (homonymes).
Sonda est une entreprise chilienne fondée en 1974, et faisant partie de l'IPSA, le principal indice boursier de la bourse de Santiago du Chili. Elle est spécialisée dans le secteur des technologies de l'information, et opère dans près de neuf pays d'Amérique latine (Argentine, Brésil, Chili, Colombie, Costa Rica, Équateur, Mexique, Pérou et Uruguay).